# Europapokal der Pokalsieger (Handball) 1995/96
Am EHF-Europapokal der Pokalsieger 1995/96 nahmen 35 Handball-Vereinsmannschaften teil, die sich in der vorangegangenen Saison in ihren Heimatländern im Pokalwettbewerb für den Wettbewerb qualifizieren konnten. Es war die 21. Austragung des Europapokals der Pokalsieger. Titelverteidiger war FC Barcelona. Die Pokalspiele begannen am 2. September 1995 und endeten mit dem zweiten Finalspiel am 27. April 1996. Im Finale konnte sich der deutsche Verein TBV Lemgo gegen den spanischen Vertreter CB Cantabria Santander durchsetzen.

## Modus
Der Wettbewerb startete mit drei Spielen in einer Ausscheidungsrunde. Die Sieger zogen in das Sechzehntelfinale ein, in der weitere, höher eingestufte, Mannschaften einstiegen. Alle Runden inklusive des Finales wurden im K.-o.-System mit Hin- und Rückspiel durchgeführt.

## Ausscheidungsrunde
Die Hin- und Rückspiele fanden zwischen dem 2. September 1995 und 10. September 1995 statt.
|                     | Gesamt |                        | Hinspiel | Rückspiel |
| ------------------- | ------ | ---------------------- | -------- | --------- |
| Halkbank Ankara     | 65:40  | Umud Baku              | 35:18    | 30:22     |
| Roter Stern Belgrad | 77:32  | Grammar School Nicosia | 43:20    | 34:12     |
| Lokomotive Warna    | ?      | Mimi Samtredia Tbilisi | ?        | ?         |

## Sechzehntelfinals
Die Hin- und Rückspiele fanden zwischen dem 7. Oktober 1995 und 15. Oktober 1995 statt.
|                     | Gesamt |                        | Hinspiel | Rückspiel |
| ------------------- | ------ | ---------------------- | -------- | --------- |
| RK Velenje          | 36:44  | TBV Lemgo              | 14:17    | 22:27     |
| HK Drott Halmstad   | 38:44  | Borba Luzern           | 20:20    | 18:24     |
| Viking Stavanger    | 44:50  | KA Akureyri            | 24:23    | 20:27     |
| Handball Esch       | 31:68  | CB Cantabria Santander | 17:35    | 14:33     |
| Roter Stern Belgrad | 61:55  | Győri ETO KC           | 34:25    | 27:30     |
| RK Pelister Bitola  | 48:46  | Roar Roskilde          | 28:20    | 20:26     |
| RVR Riga            | 47:76  | SD Octavio Vigo        | 23:39    | 24:37     |
| HRK Karlovac        | 42:58  | OM Vitrolles           | 20:25    | 22:33     |
| Minaur Baia Mare    | 73:49  | Ūla Varėna             | 39:27    | 34:22     |
| Kaustik Wolgograd   | ?      | KV Sasja HC Hoboken    | ?        | ?         |
| FC Porto            | 40:45  | HC Bruck               | 25:25    | 15:20     |
| Iskra Kielce        | 60:46  | SKA Kiew               | 28:22    | 32:24     |
| Halkbank Ankara     | 44:38  | HK Lokomotiv Warna     | 23:17    | 21:21     |
| Pallamano Rubiera   | 36:37  | HC Baník Karviná       | 15:15    | 21:22     |
| A.C. Xini Athens    | 33:37  | Hapoel Rechovot        | 19:15    | 14:22     |
| HV Sittardia        | 38:44  | TJ VSŽ Košice          | 18:23    | 20:21     |

## Achtelfinals
Die Hin- und Rückspiele fanden zwischen dem 10. November 1995 und 19. November 1995 statt.
|                        | Gesamt |                   | Hinspiel | Rückspiel |
| ---------------------- | ------ | ----------------- | -------- | --------- |
| KA Akureyri            | 57:59  | TJ VSŽ Košice     | 33:28    | 24:31     |
| Roter Stern Belgrad    | 55:52  | HC Baník Karviná  | 29:18    | 26:34     |
| Borba Luzern           | 63:48  | Halkbank Ankara   | 28:19    | 35:29     |
| SD Octavio Vigo        | 57:59  | Iskra Kielce      | 28:24    | 29:35     |
| RK Pelister Bitola     | 46:35  | Hapoel Rechovot   | 23:21    | 23:14     |
| CB Cantabria Santander | 56:36  | HC Bruck          | 27:20    | 29:16     |
| OM Vitrolles           | 60:36  | Minaur Baia Mare  | 29:18    | 31:18     |
| TBV Lemgo              | 53:45  | Kaustik Wolgograd | 28:24    | 25:21     |

## Viertelfinals
Die Hin- und Rückspiele fanden zwischen dem 11. Januar 1996 und 28. Januar 1996 statt.
|                        | Gesamt |               | Hinspiel | Rückspiel |
| ---------------------- | ------ | ------------- | -------- | --------- |
| RK Pelister Bitola     | 51:49  | Iskra Kielce  | 29:19    | 22:30     |
| Roter Stern Belgrad    | 59:46  | Borba Luzern  | 33:23    | 26:23     |
| TBV Lemgo              | 57:37  | TJ VSŽ Košice | 31:16    | 26:21     |
| CB Cantabria Santander | 47:46  | OM Vitrolles  | 27:20    | 20:26     |

## Halbfinals
Die Hinspiele fanden am 20./21. März 1996 statt und die Rückspiele am 28./30. März 1996.
|                        | Gesamt |                     | Hinspiel | Rückspiel |
| ---------------------- | ------ | ------------------- | -------- | --------- |
| CB Cantabria Santander | 44:39  | Roter Stern Belgrad | 25:19    | 19:20     |
| TBV Lemgo              | 48:47  | RK Pelister Bitola  | 25:23    | 23:24     |

## Finale
Das Hinspiel fand am 20. April 1996 in Bielefeld statt und das Rückspiel am 27. April 1996 in Santander. TBV Lemgo gewinnt seinen ersten Europapokal, nachdem sie sich durch den Gewinn des ersten nationalen Titels, dem DHB-Pokal, im Vorjahr qualifiziert haben.
Für das Hinspiel zog TBV Lemgo zum ersten Mal in die Seidensticker Halle im benachbarten Bielefeld um.
|           | Gesamt |                        | Hinspiel | Rückspiel |
| --------- | ------ | ---------------------- | -------- | --------- |
| TBV Lemgo | 49:45  | CB Cantabria Santander | 24:19    | 25:26     |